# Desmalopex microleucopterus
Desmalopex microleucopterus — вид рукокрилих, родини Криланових.

## Середовище проживання
Відомий з острова Міндоро на Філіппінах. Живе у вторинних і порушених лісах між 100 і 725 метрів над рівнем моря.

## Морфологія
Середнього розміру, із загальною довжиною між 133 і 155 мм, довжина передпліччя між 97 і 103 мм, довжиною стопи між 29 і 34 мм і масою до 156 гр.
Шерсть довга і пухнаста. Загальне забарвлення тіла світло-коричневий, темніше, ніж Desmalopex leucopterus. Морда довга й конічна, посипана короткими вусами, більш численними, ніж на підборідді. Вуха короткі, кремові при основі, стають сіро-коричневого кольору до кінчика. Крилові мембрани світло-коричневі, строкато білі. Хвіст відсутній, статевий диморфізм відсутній.

## Спосіб життя
Харчується плодами місцевих видів фікуса і бананом Бальбіса. 